# Vasile Bodnărescu
Vasile Bodnărescu (n. 17 aprilie 1880, Marginea, Suceava, România – d. 31 mai 1926, Cernăuți, România) a fost un avocat și un politician român din Ducatul Bucovinei, implicat în mișcarea națională a românilor din provincie în perioada de sfârșit a Imperiului Austro-Ungar. A fost membru al Consiliului Național Român al Bucovinei și a participat la Congresul General al Bucovinei în calitate de delegat al acestuia. A fost, de asemenea, agent diplomatic al Consiliului Național Român pe lângă Guvernul României și ulterior, unul dintre membrii delegației care, a prezentat la Iași Declarația de Unire Regelui Ferndinand I.
Cariera sa politică a continuat după 1918, ca membru al Parlamentului României Mari.

## Familia și primii ani
S-a născut la Marginea, fiind fiul cel mai mare al lui Gavril și al Domnicăi (născută Vască) Bodnărescu, ambii săi părinți fiind știutori de carte, iar tatăl său fiind unul dintre gospodarii fruntași ai localității.
Școala primară a absolvit-o în satul său natal, îndrumat fiind de către învățătorul din Marginea, Nicolai Halip. Ulterior, a urmat Gimnaziul Superior de Stat din Rădăuți, pe care l-a absolvit în 1899. După Bacalaureat, s-a înscris la Facultatea de Drept a Universității din Cernăuți, în perioada studenției fiind membru al Societatății Academice „Junimea”.
Era un bărbat înalt, frumos și iute din fire. S-a căsătorit cu fiica Lala a avocatului dr. Samuil Isopescu din Suceava, cei doi având un fiu pe nume Mușat, care, după absolvirea Liceului „Aron Pumnul”, a plecat la studii în Germania. La momentul ocupării Bucovinei de către trupele sovietice acesta se afla în Germania, iar mama sa s-a refugiat la Vatra Dornei, unde Vasile Bodnărescu construise în timpul vieții sale, o vilă.

## Cariera

### Perioada antebelică
După absolvirea facultății și obținerea doctoratului în drept, a lucrat ca angajat al direcței de Finanțe a Bucovinei și a practicat avocatura, prin intermediul unui birou propriu de avocatură, ca membrul al Baroului din Cernăuți. În această calitate a ajuns să fie respectat de către țărani și pentru că îi apăra pe cei nevinovați, sau năpăstuiți.
A făcut parte din conducerea Partidului Apărărist, la a cărui fondare din 17 octombrie 1906, a participat și a devenit ulterior membru al Partidului Creștin Social Român român, condus de Iancu Flondor și înființat la 19 octombrie 1908. Până în anul 1917, a fost consilier municipal.

### Perioada Marii Uniri
Participând la 11 octombrie 1918 la întrunirea din Cernăuți de la casa medicului Isidor Bodea, a avut sugestia ca ziarul care urma să apară, pentru a exprima dorințele românilor din Bucovina, să se numească Glasul Bucovinei. S-a aflat, de asemenea, printre semnatarii manifestului Ce vrem?, publicat în primul număr din Glasul Bucovinei, la 22 octombrie 1918.
A fost membru al Constituantei românești din Bucovina din ziua de 27 octombrie 1918, fiind ales secretar în cadrul Comitetului Executiv al Consiliului Național Român al Bucovinei și a devenit agent diplomatic al Consiliului pe lângă guvernul român de la Iași, tratând cu acesta trimiterea trupelor române în Bucovina. Ulterior, a participat și rostit o cuvântare la Congresul General al Bucovinei. A fost membru al delegației care a prezentat la Iași, Declarația de Unire Regelui Ferndinand I.
Plecat după unire cu o misiune la Varșovia, la 16 aprilie 1919 a fost numit de către Ion Nistor în cadrul administrației de stat a Bucovinei secretar de stat la Interne, calitate în care și-a adus o contribuție notabilă la asigurarea populației cu produse alimentare.

### Perioada interbelică
A reprezentat județul Rădăuți din partea Partidului Democrat al Unirii, în primul Parlament al României Mari, începând cu luna noimebrie 1919, ca deputat.
S-a depărtat politic de gruparea „glasiștilor” a lui Ion Nistor și de liberali și s-a înscris în Partidul Țărănesc, fiind în fruntea organizației acestuia din Bucovina și din Hotin. În această calitate, a sprijinit din 1922 editarea ziarului Cuvântul Țărănimii.

## Boala și decesul
Bolnav de un neoplasm cervical, a încercat fără succes, să se trateze la Viena spre sfârșitul anului 1925 și a decedat la 31 mai 1926.
A fost înmormântat la Cernăuți, fiind depus  ulterior în cripta familiei (astăzi dispărută) din Cimitirul Central din Cernăuți.